# Фалкирк (футбольный клуб)
«Фалки́рк» (устоявшееся в российских СМИ написание, корректно — «Фо́лкерк»; англ. Falkirk Football Club, английское произношение: [ˈfɔːlkɜːrk]) — шотландский профессиональный футбольный клуб из города Фолкерк. Клуб выступает в Шотландском Премьершипе.
Дважды в своей истории, в 1913 и 1957 годах, «Фалкирк» выигрывал Кубок Шотландии. Четыре раза клуб выигрывал Шотландский кубок вызова. В сезоне 2009/10 команда дебютировала в еврокубках, сыграв в квалификационном раунде Лиги Европы.
С 2004 года домашние матчи команда проводит на арене «Фалкирк Стэдиум», вмещающей 7 937 зрителей.
Фалкирк за два года поднялся с Первой лиги Шотландии по футболу до Шотландском Премьершипе.

## История

### Начало
Год основания футбольного клуба «Фалкирк» точно не известен. Занимавший пост директора клуба в 1970-х годах Вилли Макфарлейн в брошюре, посвящённой столетию организации, указывал что команда была образована группой молодых людей в 1876 году. В газете Falkirk Mail в 1942 году со ссылкой на бывшего секретаря клуба Роберта Бишопа указывался 1877 год. На последнюю дату указывает и проведение Серебряного ежегодного ужина в 1902 году. По одной из версий, клуб был основан членами масонской организации, на что указывает использование в символике солнца с точкой посередине и Мальтийского креста.
В своём первом матче в истории клуб уступил команде «Боннибридж Грассхопперс». Спустя две недели был сыгран матч-реванш на поле «Фалкирка» на Хоуп-стрит, где команда арендовала участок земли у местного фермера. На этом поле клуб сыграл один сезон. С 1878 года домом для команды стал «Рэндифорд-парк». В том же году «Фалкирк» вступил в Шотландскую футбольную ассоциацию и принял участие в розыгрыше Кубка Шотландии. В первом раунде команда выиграла на своём поле у «Кэмпси Глен», а во втором уступила «Стратблейну».
В конце 1883 года представители «Фалкирка» и ещё шести команд образовали Футбольную ассоциацию Стирлингшира и учредили ежегодный турнир, победитель которого объявлялся чемпионом графства. «Фалкирк» стал первым победителем чемпионата, в финальном матче выиграв у «Ист Стирлингшира» со счётом 3:1.
Перед началом сезона 1884/85 команда вернулась на Хоуп-стрит. Новый стадион получил имя «Броквилл-парк». «Фалкирк» выступал на нём в течение ста девятнадцати сезонов.
В 1890 году была основана Шотландская футбольная лига, объединившая лучшие клубы страны. Это дало толчок к возникновению множества футбольных организаций по всей Шотландии. В 1891 году «Фалкирк» вошёл в число клубов-основателей Шотландской федерации вместе с командами «Альбион Роверс» и «Мотеруэлл». На следующий год Джок Драммонд стал первым представителем «Фалкирка» в национальной сборной.
Шотландская федерация функционировала всего два года. В 1893 году Фалкирк вступил в Лигу Мидленда. 28 апреля 1894 года в матче чемпионата против «Бридж-оф-Аллан» клуб одержал рекордную для себя победу со счётом 15:0. В этой лиге команда выступала в течение двух сезонов, выиграв чемпионат в 1895 году. Затем один год «Фалкирк» провёл в Шотландской объединённой лиге, а в 1897 году вошёл в число клубов, основавших Центральную объединённую лигу. В последней команда играла на протяжении пяти лет, выиграв чемпионат в сезоне 1899/00.

### Вступление в Шотландскую лигу
Перед началом сезона 1902/03 «Фалкирк» вступил в Шотландскую футбольную лигу и впервые принял участие в национальных соревнованиях, заняв шестое место во втором дивизионе. В 1905 году была предпринята попытка объединить клуб с «Ист Стирлингширом», но президент последнего Джон Ратерфорд отклонил предложение. После неудачной попытки слияния клуб был официально зарегистрирован в соответствии с «Законом о компаниях». Был сформирован первый совет директоров, который утвердил в должности управляющего и секретаря клуба Уильяма Никола. В том же году «Фалкирк» занял второе место в чемпионате и получил повышение в первый дивизион.
С каждым сезоном результаты клуба улучшались. В сезоне 1907/08 «Фалкирк» занял второе место в чемпионате после «Селтика» и стал первой шотландской командой, забившей более ста мячей за сезон. Тридцать два из них забил Джок Симпсон, ставший лучшим бомбардиром не только в Шотландии, но и в Европе. В сезоне 1909/10 команда повторила свой успех, вновь уступив только «Селтику». Завершением этого удачного периода в истории клуба стал кубковый финал в 1913 году. В решающем матче «Фалкирк» со счётом 2:0 выиграл у «Рэйт Роверс». Впервые с 1896 года в финал не вышла ни одна команда из Глазго.
С началом Первой мировой войны интерес к футболу снизился, сократились и доходы клубов. Шесть игроков «Фалкирка» были призваны в армию и зачислены в 16-й Королевский Шотландский батальон. В то время также обычным явлением были выступления футболистов за другие команды в качестве «гостей» в зависимости от места дислокации их подразделений. За «Фалкирк» в таком статусе играл форвард сборной Англии Сид Паддефут.

### Межвоенный период
В 1922 году клуб приобрёл у «Вест Хэма» права на Паддефута за 5 500 фунтов, установив мировой рекорд по сумме трансфера. Часть денег на покупку игрока собрали болельщики команды. Также в составе Фалкирка играли такие выдающиеся игроки как голкипер Том Фергюсон (провёл 495 матчей за клуб), форварды Пэтси Галлахер и Эвелин Моррисон (в сезоне 1928/29 забил за клуб 43 мяча), а также лучший бомбардир в истории команды Кенни Доусон (229 мячей).
В этот период клуб регулярно финишировал в верхней части турнирной таблицы, а также три раза выходил в полуфинал Кубка Шотландии. Только в сезоне 1934/35 «Фалкирк» занял двадцатое место и вылетел во второй дивизион, но уже в следующем чемпионате получил право вернуться в элиту, забив в тридцати четырёх матчах чемпионата 132 мяча.

### Вторая мировая война
Главный тренер команды Талли Крейг собрал хорошую команду, но развить успех помешала начавшаяся Вторая мировая война. В сезоне 1939/40 «Фалкирк» выиграл первенство Восточной и Северной региональной лиги, но в матче за чемпионский титул проиграл победителю Западной региональной лиги — «Рейнджерс».
Во время войны команда играла в Южном дивизионе Шотландской лиги, включавшем в себя ведущие клубы Центральной Шотландии. В 1943 году «Фалкирк» вышел в финал Кубка лиги, но уступил трофей «Рейнджерс». В качестве гостей в этот период за команду играли Арчи Маколей из Вест Хэма и Чарли Нейпир из «Шеффилд Уэнсдей».
Первый послевоенный чемпионат Шотландии начался в 1946 году и клуб завершил его на 11 месте. Первую половину следующего сезона «Фалкирк» провёл впечатляюще, проиграв всего один матч. Также команда дошла до финала Кубка лиги, где проиграла клубу «Ист Файф». После нового года форма команды пошла на спад и в итоге «Фалкирк» опустился на 7 место в таблице. Чемпионат 1948/49 стал последним успешным для команды. В последнем туре со счётом 4:1 был обыгран «Данди», претендовавший на титул, а «Фалкирк» занял 5 место. В последующие сезоны клуб редко оказывался в верхней части турнирной таблицы.

### 50-70-е годы
В 1951 году клуб занял 16 место в чемпионате и выбыл из первого дивизиона. Вернуться в элиту Фалкирк смог на следующий год, заняв 2 место во втором дивизионе с отставанием в одно очко от «Клайда». На протяжении нескольких следующих сезонов команда постоянно занимала места в нижней части таблицы, ведя борьбу за сохранение места в первом дивизионе. В декабре 1956 года с поста главного тренера ушёл Боб Шенкли, которого сменил Рег Смит. Новый наставник не только вывел команду из зоны вылета, но и сумел выиграть второй Кубок Шотландии в истории «Фалкирка». В финальном матче был обыгран «Килмарнок». Десятилетие клуб завершил вылетом из первого дивизиона по итогам сезона 1958/59.
В 1961 году «Фалкирк» вернулся в первый дивизион. Почти десять лет команда сохраняла место в элите, при этом постоянно ведя борьбу за выживание. Этот период в истории клуба отмечен победой над «Клайдом» со счётом 7:3 в 1962 году, когда все мячи в ворота соперника забил Хью Максвелл. В 1969 году клуб занял 17 место и вновь выбыл во второй дивизион.
В 1970 году «Фалкирк» выиграл чемпионат во втором дивизионе, опередив на одно очко «Кауденбит». На следующий сезон команда показала лучший для себя результат в первом дивизионе с 1949 года, заняв 7 место. Также клуб получил право участвовать в Кубке Тексако сезона 1971/72. В первом раунде турнира «Фалкирк» сыграл против «Ковентри Сити» и уступил по сумме двух матчей (1:0, 0:3). После недолгого пребывания в элите команда снова выбыла во второй дивизион. В 1975 году Фалкирк выиграл чемпионат второго дивизиона, но из-за реорганизации национального чемпионата и образования Премьер-дивизиона остался на втором уровне шотландского футбола. В 1977 году клуб выбыл в третий по счёту дивизион.

### Застой
Проведя три сезона во втором дивизионе клуб вернулся в первый. Первую половину 80-х годов «Фалкирк» был середняком второго по рангу дивизиона. В сезоне 1985/86 команда заняла второе место и вернулась в элиту шотландского футбола. В сезоне 1986/87 клуб занял десятое место в чемпионате, избежав вылета. Такой же результат «Фалкирк» показал и в следующем чемпионате, но, из-за сокращения премьер-дивизиона до десяти команд, снова вылетел. Между 1988 и 2005 годами клуб балансировал между верхней частью таблицы первого дивизиона и последними местами в премьер-дивизионе. В 2002 году команда избежала вылета в третий по счёту дивизион только за счёт банкротства и расформирования «Эйдрионианс».
В Кубке Шотландии дела у команды шли лучше. В 1997 году «Фалкирк» дошёл до финала турнира, по пути обыграв клубы премьер-дивизиона «Данфермлин Атлетик», «Рэйт Роверс» и «Селтик». В следующем году команда выбыла в полуфинале.

### Возвращение в элиту и европейский дебют
В 2005 году «Фалкирк» вернулся в высший дивизион национального чемпионата, который с 1998 года назывался Премьер-лигой. Первый сезон команда завершила на десятом месте, после чего сохраняла место в элите на протяжении четырёх лет. Весной 2009 года Фалкирк вышел в финал Кубка Шотландии, в котором со счётом 0:1 уступил Рейнджерс, но получил право выступить в Лиге Европы. В дебютном матче в еврокубках команда одержала победу над «Вадуцем» со счётом 1:0 благодаря мячу Райана Флинна. Ответная игра завершилась победой «Вадуца» со счётом 2:0 в дополнительное время. В национальном первенстве команда также выступила неудачно, заняв двенадцатое место и выбыв в первый дивизион.

## Текущий состав
| 1  | Флаг Шотландии | Вр  | Камми Белл               | 1986 |  |  |  |  |
| 31 | Флаг Шотландии | Вр  | Робби Матч               | 1998 |  |  |  |  |
|    |                |     |                          |      |  |  |  |  |
| 2  | Флаг Шотландии | Защ | Майкл Дойл               | 1991 |  |  |  |  |
| 3  | Флаг Шотландии | Защ | Пол Диксон               | 1986 |  |  |  |  |
| 4  | Флаг Шотландии | Защ | Грегор Буханан (капитан) | 1986 |  |  |  |  |
| 5  | Флаг Шотландии | Защ | Марк Дурнан              | 1992 |  |  |  |  |
| 15 | Флаг Шотландии | Защ | Льюис Тошни              | 1992 |  |  |  |  |
|    |                |     |                          |      |  |  |  |  |
| 6  | Флаг Сенегала  | ПЗ  | Моргаро Гомис            | 1985 |  |  |  |  |
| 7  | Флаг Ирландии  | ПЗ  | Эйден Коннолли           | 1995 |  |  |  |  |
| 8  | Флаг Шотландии | ПЗ  | Иан МакШейн              | 1992 |  |  |  |  |

| 11 | Флаг Шотландии | ПЗ  | Росс Маклин     | 1997 |  |  |  |  |
| 12 | Флаг Шотландии | ПЗ  | Майкл Тидсер    | 1990 |  |  |  |  |
| 20 | Флаг Шотландии | ПЗ  | Эйдан Лэверти   | 2000 |  |  |  |  |
| 21 | Флаг Шотландии | ПЗ  | Чарли Тэлфер    | 1995 |  |  |  |  |
| 21 | Флаг Шотландии | ПЗ  | Чарли Тэлфер    | 1995 |  |  |  |  |
| 35 | Флаг Ирландии  | ПЗ  | Кирнан Данн     | 2000 |  |  |  |  |
|    |                |     |                 |      |  |  |  |  |
| 9  | Флаг Шотландии | Нап | Деклан МакМанус | 1994 |  |  |  |  |
| 11 | Флаг Шотландии | Нап | Дэнни Джонстон  | 1995 |  |  |  |  |
| 17 | Флаг Шотландии | Нап | Робби Лич       | 1999 |  |  |  |  |
| 18 | Флаг Шотландии | Нап | Коннор Сэммон   | 1986 |  |  |  |  |

## Главные тренеры
| - Уилли Никол (1905—1924) - Дэвид Рид (1924—1927) - Джон Ричардсон (1927—1932) - Уилли Орр (1932—1935) - Талли Крейг (1935—1950) - Боб Шенкли (1950—1956) - Рег Смит (1957—1959) - Томми Янгер (1959—1960) - Алекс Маккрей (1960—1965) - Сэмми Кин (1965—1966) - Джон Прентис (1966—1968) - Вилли Каннингем (1968—1973) | - Джон Прентис (1973—1975) - Джордж Миллер (1975—1977) - Билли Литтл (1977—1979) - Джон Хагарт (1979—1982) - Алекс Тоттен (1982—1983) - Грегор Абель (1983—1984) - Билли Ламонт (1984—1987) - Дэйв Кларк (1987—1988) - Джим Даффи (1988—1989) - Билли Ламонт (1989—1990) - Джим Джефферис (1990—1995) - Джон Лэмби (1995—1996) | - Эмонн Баннон (1996) - Алекс Тоттен (1996—2002) - Иэн Макколл (2002—2003) - Оуэн Койл и Джон Хьюз (2003) - Джон Хьюз (2003—2009) - Эдди Мэй (2009—2010) - Стивен Прессли (2010—2013) - Гэри Холт (2013—2014) - Питер Хьюстон (2014—2017) - Пол Хартли (2017—н. в.) |

## Достижения
- Обладатель Кубка Шотландии (2): 1912/13, 1956/57
- Обладатели Кубка вызова (4): 1992/93, 1996/97, 2003/04, 2011/12
- Победитель Первого дивизиона (7): 1935/36, 1969/70, 1974/75, 1990/91, 1993/94, 2002/03, 2004/05
- Победитель Второго дивизиона: 1979/80
- Финалист Кубка Шотландии (3): 1996/97, 2008/09, 2014/15
- Финалист Кубка шотландской лиги: 1947/48